# Tricholita
Tricholita là một chi bướm đêm thuộc họ Noctuidae.

## Các loài
- Tricholita baranca Barnes, 1905
- Tricholita bisulca (Grote, 1881)
- Tricholita chipeta Barnes, 1904
- Tricholita elsinora (Barnes, 1904)
- Tricholita ferrisi Crabo & Lafontaine, 2009
- Tricholita fistula Harvey, 1878
- Tricholita knudsoni Crabo & Lafontaine, 2009
- Tricholita notata Strecker, 1898
- Tricholita palmillo (Barnes, 1907)
- Tricholita signata (Walker, 1860)